# Hundimiento del Monagas
El Monagas fue un buque petrolero de bandera venezolana atacado y hundido por el U-502, un submarino de la Kriegsmarine (Marina de Guerra) de la Alemania nazi, unas pocas millas costa afuera de la Península de Paraguaná el 16 de febrero de 1942. En ese mismo ataque, parte de una operación estratégica de la Marina de Guerra del Tercer Reich denominada Operación Westindien, sufrieron destrozos siete buques que también fueron torpedeados; San Nicolás, Tía Juana, Pedernales, San Rafael, Oranjestad y Arkansas. Esta agresión tuvo gran trascendencia por haber sido el primer ataque alemán a un territorio del hemisferio occidental, dando pie a que el Gobierno enviara una nota de condena al Encargado de Negocios de Venezuela en Berna con el fin de que el gobierno suizo levantara una queja contra Alemania por el ataque y la muerte de algunos tripulantes venezolanos. Las llamas que consumían a estos buques eran visibles desde Carirubana y otras poblaciones de la Península, lo que hizo que los habitantes se retiraran de las costas.

## Los hechos
El buque petrolero Monagas, propiedad de la Mene Grande Oil Company, fue construido en los astilleros ingleses Palmer's Shipbuilding en 1927 y desde 1939 la mayoría de su tripulación estaba regularmente compuesta por habitantes de Carirubana. Había zarpado desde Maracaibo rumbo a la Refinería de Aruba el 15 de febrero de 1942 y fue atacado en la madrugada del 16 a pocas millas de Punta Macolla, entre Paraguaná y las Antillas Neerlandesas. El torpedo —lanzado desde el U-502, un submarino de Tipo IXC/40 bajo el mando del capitán Jürgen von Rosenstiel— destruyó el puente de mando, quitando la vida al marinero de guardia de timónel Lázaro Leydenz y alcanzando a otros oficiales que también fallecieron con ese impacto, mientras que Walter Buschell, como oficial superior no abandonó la nave y murió carbonizado.

### Nota de condena
Luego del suceso, el gobierno nacional presidido por el general Isaías Medina Angarita por intermedio de su canciller Caracciolo Parra Perez envió una nota de protesta a través de la delegación diplomática en Berna, Suiza, la cual no fue aceptada por el gobierno alemán. Venezuela ya había roto relaciones diplomáticas desde el 31 de diciembre de 1941 con los países del Eje, Alemania, Japón e Italia. Estos hechos trajeron como consecuencia algunas acciones diplomáticas tales como el congelamiento de los bienes de ciudadanos alemanes radicados en Venezuela. Al mismo tiempo, el gobierno restringió las actividades económicas de estos grupos dentro de las fronteras del país.
Se logró, por medio de investigaciones detener por lo menos a 800 ciudadanos de nacionalidad alemana que tenían actividades de apoyo al partido Nazi, los mismos fueron encarcelados en Lara y Trujillo. Por otro lado se clausuró el Club Alemán y el Colegio Alemán de Caracas luego de ser comprobado que tenían actividades pronazis.

## Tripulación
La tripulación del Monagas consistía en 19 venezolanos, 3 noruegos, 3 ingleses, 3 chinos y 2 griegos.
- Venezolanos: Luis Marcano, Nolasco Zea, Melecio Machado, Eugenio Aldama, Casimiro Mata, José Asunción Rodríguez, Pedro Tenía, Nicolás Gutiérrez, Vicente Coello, Lázaro Colina (quien según testigos murió golpeado por la hélice al caer de la popa), Lázaro Leydenz, Manuel Padilla, Juan Colina, Fidel Fainetes, José Colina, Antonio Zavala, Miguel Silva, Pablo Cañas, Etanislao Marval y Francisco Marval.
- Ingleses: Walter J. Buschell, Arthur Francis y George Davidson.
- Noruegos: Oskar Aanensen, Ingvard Loland y Erlin Baadsen.
- Griegos: Aristides Samoilis y Elías Papaionnou.
- Chinos: José Mac, Kong Pow y Chong Leang.